# A casa di Ida Rubinstein
A casa di Ida Rubistein è un album di Giuni Russo, pubblicato nel novembre del 1988 su 33 giri, musicassetta e CD dall'etichetta "L'Ottava" (distribuzione EMI), di proprietà di Franco Battiato.
L'album raggiungerà la posizione #2 della classifica DVD della FIMI, nel 2005, in quanto parte di un cofanetto intitolato Giuni Russo Mediterranea Tour. 

## Descrizione
Il nuovo cambio di rotta, scelto da Giuni Russo quanto a genere musicale e tipo di brani interpretati, rende questo album molto importante nella carriera della cantante, anche se non venne premiato da vendite eccezionali.
Quando Giuni decise di dedicarsi ad un repertorio d'autore, con brani di alta qualità, e non più "canzonette estive", trovò serie difficoltà a proporsi presso le varie case discografiche; soltanto l'amico Franco Battiato credette in lei, permettendole di pubblicare questo album, attraverso la sua etichetta discografica "L'Ottava".
Un album rimasto nel limbo della discografia italiana nonostante rappresenti il primo esempio in assoluto della cosiddetta "musica di confine": un cocktail di musica da camera, blues, jazz e musica lirica.
La Russo interpreta in modo originale note arie e romanze di Bellini, Gaetano Donizetti e Giuseppe Verdi, efficacemente rielaborate dal direttore d'orchestra Alessandro Nidi.
Questo nuovo repertorio conferma la naturale vocazione dell'interprete a voler guardare avanti, ad essere considerata all'avanguardia.
(Da un'intervista del 1988)

### Edizioni
Resosi ben presto irreperibile sul mercato dopo la sua prima uscita nel 1988, l'album è stato poi ripubblicato postumo in due diverse edizioni a cura di Maria Antonietta Sisini. 
- La prima è contenuta nel cofanetto intitolato Giuni Russo Mediterranea Tour (2005) e all'ascolto presenta alcune lievi differenze con la versione originale. I brani del CD sono in un nuovo missaggio, realizzato da Alberto Boi, che cambia il bilanciamento degli strumenti e reintegra alcune sezioni tagliate dall'album originale. In particolare presentano un minutaggio maggiore i brani: A mezzanotte, La zingara e Nell'orror di notte oscura.
- La seconda, intitolata A casa di Ida Rubinstein 2011, è concepita come una vera e propria rivisitazione dell'intero lavoro in chiave jazz, con la partecipazione di prestigiosi nomi quali Brian Auger, Uri Caine, Paolo Fresu, nonché l'immancabile Franco Battiato.

## Tracce
1. A mezzanotte – 5:19 (Gaetano Donizetti)
2. Malinconia, Ninfa gentile – 3:56 (Vincenzo Bellini)
3. Le crépuscule – 3:18 (Gaetano Donizetti)
4. La zingara – 4:17 (Gaetano Donizetti)
5. Fenesta che lucive – 4:23 (Vincenzo Bellini)
6. Vanne, o rosa fortunata – 3:13 (Vincenzo Bellini)
7. Nell'orror di notte oscura – 4:09 (Giuseppe Verdi)
8. Me voglio fa' na casa – 4:06 (Gaetano Donizetti)

Durata totale: 32:41

## Formazione
- Giuni Russo – voce
- Alessandro Nidi – tastiera, pianoforte
- Martino Traversa – tastiera, programmazione
- Graziano Bassani – batteria
- Sebastiano Scalzo – basso
- Giuseppe Affilastro – corno
- Massimo Ferraguti – sassofono soprano, clarinetto
- Francesco Carraro – oboe
- Elio Galeazzi – fagotto